# 1538 Detre
1538 Detre eller 1940 RF är en asteroid i huvudbältet, som upptäcktes den 8 september 1940 av den ungerska astronomen György Kulin i Budapest. Den har fått sitt namn efter den ungerske astronomen László Detre.